# 迈兹赖
迈兹赖（法語：Maizeray，法語發音：[mɛzʁɛ]）是法国默兹省的一个市镇，属于凡尔登区。

## 地理
迈兹赖（49°6'8"N, 5°42'4"E）面积3.87 平方千米，位于法国大東部大區默兹省，该省份为法国西北部内陆省份，北与比利时接壤，西接马恩省和阿登省，南至上马恩省和孚日省，东临默尔特-摩泽尔省。
与迈兹赖接壤的市镇（或旧市镇、城区）包括：阿尔维尔、瓦夫尔地区马谢维尔、帕雷、潘特维尔、里亚维尔。
迈兹赖的时区为UTC+01:00、UTC+02:00（夏令时）。

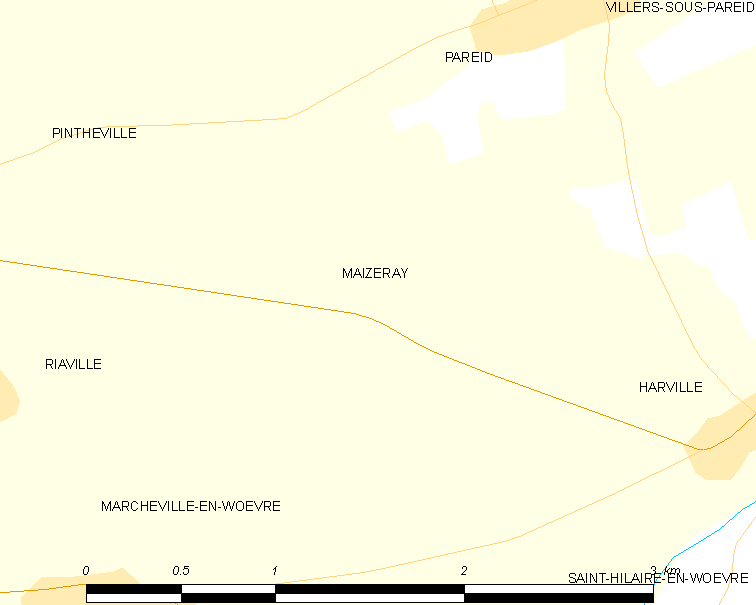
迈兹赖的OSM定位图

## 行政
迈兹赖的邮政编码为55160，INSEE市镇编码为55311。

## 政治
迈兹赖所属的省级选区为埃坦县。

## 人口

1962-2008年间迈兹赖人口变化图示

迈兹赖于2022年1月1日时的人口数量为24人。